# Politechničnyj Instytut
Politechničnyj Instytut (in ucraino Політехнічний інститут?, ) è una stazione della linea Svjatošyns'ko-Brovars'ka, la linea 1 della metropolitana di Kiev.

## Storia
La fermata è stata inaugurata il 5 novembre 1963 e prende il nome dall'Istituto Politecnico di Kiev, situato presso la stazione. È stata progettata da G. V. Holovko, B. V. Dzbanovs'kyj, E. L. Ivanov e M. M. Syrkin.
La stazione si trova ad elevata profondità e consiste di una sala centrale con delle serie di colonne che la dividono dalle banchine. È collegata al livello stradale tramite tre scale mobili. L'ingresso della stazione si trova al piano terra dell'edificio sede dell'amministrazione della metropolitana di Kiev, all'angolo tra Peremohy Prospekt (viale della Vittoria) e via Politechnična.